# Oberholpe
Oberholpe ist ein Ortsteil von Morsbach im Oberbergischen Kreis im südlichen Nordrhein-Westfalen innerhalb des Regierungsbezirks Köln.

## Lage und Beschreibung
In ländlicher, waldreicher Umgebung liegt Oberholpe am südlichsten Zipfel des Oberbergischen Kreises.  Die Städte Gummersbach (38 km), Siegen (36 km) sowie Köln (75 km) sind in wenigen Autominuten zu erreichen.
Benachbarte Ortsteile sind Berhausen im Norden, Appenhagen im Osten, Holpe im Süden und Erblingen im Westen. 
Sehenswert sind die Fachwerkhäuser aus dem 18./19. Jahrhundert.

## Freizeit

### Vereinswesen
- Dorfgemeinschaft Oberholpe